# 锡尔瓦诺波利斯
锡尔瓦诺波利斯是巴西托坎廷斯州的一个市镇。总面积1258.824平方公里，总人口5098人，人口密度4人/平方公里。